# Coatepec Harinas
Coatepec Harinas (en náhuatl, Coatepec), es una población mexicana y cabecera municipal del municipio de Coatepec Harinas, en el sur del Estado de México, está ubicada al norte del municipio, fue una localidad náhuatl-matlatzinca, actualmente es un asentamiento en crecimiento poblacional con clima templado, óptimo para el cultivo de cítricos, flores y otros frutos a las faldas del Nevado de Toluca.

## Toponimia
El antiguo nombre de Coatepec Harinas, es Coatepec, topónimo de origen náhuatl en donde se fundó la actual población y significa En el cerro de las serpientes.